# Новониколаевское (Башкортостан)
Новоникола́евское (баш. Яңы Николаевский) — село в Кугарчинском районе Башкортостана, входит в состав Мраковского сельсовета.

## История
До 2008 года было административным центром упразднённого Кировского сельсовета.

## Население
| 2002 | 2009 | 2010 |
| ---- | ---- | ---- |
| 156  | ↗322 | ↗328 |

Национальный состав
Согласно переписи 2002 года, преобладающая национальность — русские (90 %).

## Географическое положение
Расстояние до:
- районного центра (Мраково): 9 км,
- ближайшей ж/д станции (Мелеуз): 78 км.

## Религия
Православие 
- В селе расположена действующая Михаило-Архангельская церковь.